# 미디어렙
미디어렙은 Media Representative의 준말로서, 방송사의 광고 시간을 광고주에게 배급하는 회사를 의미한다. 미디어렙은 광고 대행을 통해 광고주로부터 일정량의 대행 수수료를 받게 된다. 미디어렙은 광고 판매 대행 업무뿐만 아니라 광고주에게 광고 분석, 광고 기법 등의 매체 자료를 제공해 주는 역할을 수행한다.

## 분류
취급하는 매체의 종류, 방송사와의 관계, 운영주체와 설립자본에 따라서 다양하게 분류된다.
우선 취급하는 매체의 종류에 따라서 같은 종류의 매체만 취급하는 형태와 다른 매체를 함께 취급하는 형태가 있다.
방송사와의 관계에 따라서 방송사의 광고만 취급하는 자회사 형태, 방송사의 자회사이지만 타 매체 광고도 판매하는 형태, 그리고 방송사와는 관련없이 독립적으로 운영하는 형태로 나뉜다.
설립 자본과 운영 주체에 따라 공영 매체기업의 자회사 형태로 운영되는 공영 미디어렙, 민영 방송사 자체에서 운영하거나 매체기업과는 관계없이 운영되는 민영 미디어렙, 국가에서 직접 관리하는 국영 미디어렙 등으로 구분한다.

## 대한민국의 미디어렙
대한민국은 1980년대부터 한국방송광고공사라는 미디어렙을 설치하고, 2010년 현재까지 공영 미디어렙 형태로 이를 독점으로 운영해 왔다. 방송사와 광고주 사이에 있을 수 있는 비리와 결탁을 차단하여 언론의 공공성 보호와, 방송광고 요금 인상을 조정하여 물가 수준을 안정화하는 데 기여한 점은 인정하지만 '연계 판매'로 기업의 선택권을 침해하고 시장을 왜곡한다는 비난을 받기도 했다. 결국 2008년 11월 27일 헌법재판소는 대한민국 방송법 73조(방송광고 등) 5항을 근거로 한국방송광고공사의 판매대행 독점에 대해 헌법 불합치 판결을 내렸다.
현재 2011년 10월 SBS미디어렙 미디어 크리에이트가 출범하면서 방송광고 시장은 '1공영 1민영의 복수 미디어렙체제'이다. 방통위가 고시한 결합판매 평균 비율은 <한국방송,KBS>과 <문화방송,MBC의> 광고 판매를 대행하는 공영 미디어렙인 한국방송광고진흥공사(코바코)가 11.6%, <에스비에스,SBS>가 출자한 민영 미디어렙인 미디어크리에이트는 8.4%다. 그 비율만큼 중소방송사에 광고비가 돌아가도록 한 것이다. 공영 렙인 신공사는 문화방송 지역사 18곳 및 <교육방송>(EBS), <기독교방송>(CBS) 등 중소,방<불교방송>(BBS)1곳, 민영 렙인 미디어크리에이트는 지역민방 9곳과 <경인방송>(OBS) 등방송 4곳의 광고를 맡는다.